# Klaus Meyer (remero)
Klaus Meyer (21 de enero de 1954) es un deportista alemán que compitió para la RFA en remo. Ganó una medalla de plata en el Campeonato Mundial de Remo de 1977, en la prueba de cuatro con timonel.

## Palmarés internacional
| Campeonato Mundial | Campeonato Mundial       | Campeonato Mundial | Campeonato Mundial |
| Año                | Lugar                    | Medalla            | Prueba             |
| ------------------ | ------------------------ | ------------------ | ------------------ |
| 1977               | Ámsterdam (Países Bajos) | Medalla de plata   | Cuatro con timonel |